# Памела Сју Мартин
Памела Сју Мартин (енгл. Pamela Sue Martin; Вестпорт, 5. јануар 1953) је америчка глумица. Најпознатија је по тумачењу тинејџерке детективке Ненси Дру у ТВ серији Мистерије Ненси Дру, као и по тумачењу богаташице Фалон Карингтон у Еј-Би-Сијевој сапуници ударног термина Династија.

## Биографија
Рођена у Веспорту у Конектикату, САД, Памела Сју Мартин је почела да се бави манекенством са 17 година и са 19 година се појавила у филму Посејдонова авантура. Уследило је још филмова, укључујући Наше време и Бастер и Били. Године 1977, играње лика детективке Ненси Дру учинило ју је тинејџерским идолом. Првобитно, серија се сваке недеље мењала из Мистерије Харди дечака у Мистерије Ненси Дру и обрнуто. У другој сезони, серије су спојене и преименоване у Мистерије дечака Харди/Ненси Дру, што је довело до ређег појављивања лика Ненси Дру. Ово је разбеснело Мартинову, која је због тога напустила серију. Њено последње појављивање као Ненси Дру било је 1. јануара 1978. године.
Мартинова се појавила на насловници јулског издања часописа Плејбој 1978. године. У часопису, навела је спајање серија као разлог њеног напуштања улоге Ненси Дру.
Мартинова је играла опаку и размажену наследницу Фалон Карингтон у Еј-Би-Сијевој сапуници Династија од њеног почетка 1981. године, па до краја четврте сезоне 1984. године, када је напустила серију због превелике популарности. Након њеног одласка, Фалон је нестала и претпостављало се да је мртва. На крају пете сезоне 1985. године, глумица Ема Самс је преузела улогу Фалон.
Мартинова је водила Уживо суботом увече 16. фебруара 1985. године.
Током 2000-их, радила је у Interplanetary Theater Group у Ајдаху.

## Лични живот
Мартинова је јавно говорила о својој борби са интерстицијским циститисом. Годинама се бави активизмом везаним за очување животне средине и права животиња.